# Irakiska Premier League
Irakiska Premier League [1] (arabiska: دوري النخبة العراقي, Dawri Al-Nokhba) är den högsta ligan i den irakiska fotbollsserien och innehåller för närvarande upp till 20 irakiska fotbollsklubbar. Den är översatt till engelskan som "Iraqi Premier League". Det grundades 1974 och kontrolleras av Iraq Football Association. 